# Hoploscopa ocellata
Hoploscopa ocellata là một loài bướm đêm trong họ Crambidae.